# Virey-sous-Bar
Pour les articles homonymes, voir Virey (homonymie).
Virey-sous-Bar est une commune française située dans le département de l'Aube, en région Grand Est.

## Géographie

### Communes limitrophes
|           | Courtenot       |              |
| Fouchères | Virey-sous-bar  | Bourguignons |
|           | Jully-sur-Sarce |              |

### Hydrographie
La commune est dans la région hydrographique « la Seine de sa source au confluent de l'Oise (exclu) » au sein du bassin Seine-Normandie. Elle est drainée par la Seine, la Sarce, le Fossé 01 de la Fontaine de Bias et divers autres petits cours d'eau,.
La Seine, un fleuve long de 775 km, coule dans le Bassin parisien et notamment dans le département de l’Aube en le traversant du sud-est au nord-ouest. Elle longe la commune sur son flanc nord et constitue une limite communale.
La Sarce, d'une longueur de 30 km, prend sa source dans la commune de Bragelogne-Beauvoir et se jette  dans un bras de la Seine sur la commune, après avoir traversé huit communes. 

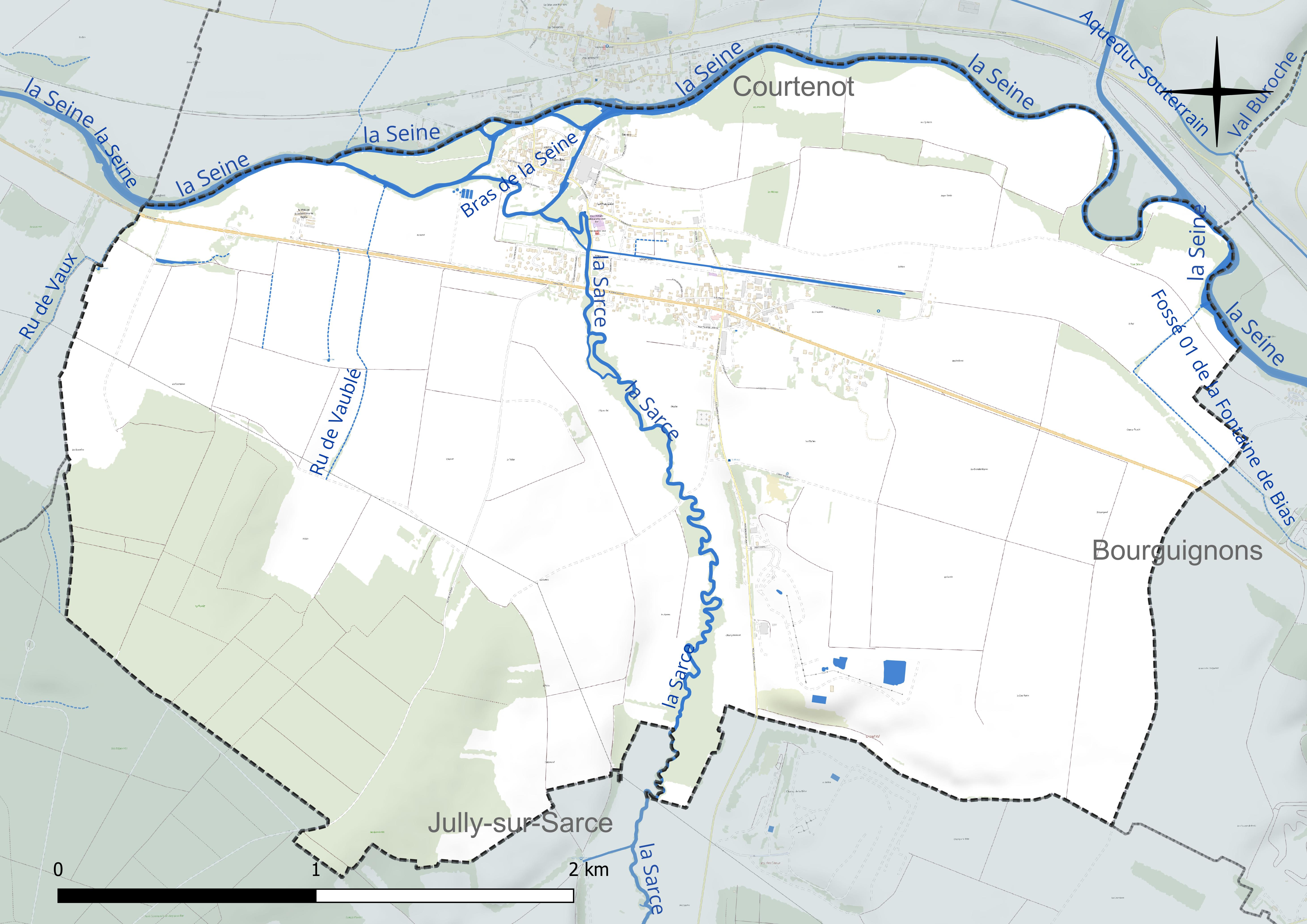
Réseau hydrographique de Virey-sous-Bar.

### Climat
Pour des articles plus généraux, voir Climat du Grand Est et Climat de l'Aube.
En 2010, le climat de la commune est de type climat océanique dégradé des plaines du Centre et du Nord, selon une étude du Centre national de la recherche scientifique s'appuyant sur une série de données couvrant la période 1971-2000. En 2020, Météo-France publie une typologie des climats de la France métropolitaine dans laquelle la commune est exposée à un climat océanique altéré et est dans la région climatique  Lorraine, plateau de Langres, Morvan, caractérisée par un hiver rude (1,5 °C), des vents modérés et des brouillards fréquents en automne et hiver. 
Pour la période 1971-2000, la température annuelle moyenne est de 10,7 °C, avec une amplitude thermique annuelle de 15,9 °C. Le cumul annuel moyen de précipitations est de 752 mm, avec 12 jours de précipitations en janvier et 8 jours en juillet. Pour la période 1991-2020, la température moyenne annuelle observée sur la station météorologique de Météo-France la plus proche, « Celles-sur-ource », sur la commune de Celles-sur-Ource à 10 km à vol d'oiseau, est de 11,4 °C et le cumul annuel moyen de précipitations est de 747,2 mm. 
La température maximale relevée sur cette station est de 40,6 °C, atteinte le 25 juillet 2019 ; la température minimale est de −15 °C, atteinte le 1er mars 2005,,. 
Les paramètres climatiques de la commune ont été estimés pour le milieu du siècle (2041-2070) selon différents scénarios d'émission de gaz à effet de serre à partir des nouvelles projections climatiques de référence DRIAS-2020. Ils sont consultables sur un site dédié publié par Météo-France en novembre 2022.

## Urbanisme

### Typologie
Au 1er janvier 2024, Virey-sous-Bar est catégorisée bourg rural, selon la nouvelle grille communale de densité à 7 niveaux définie par l'Insee en 2022.
Elle est située hors unité urbaine. Par ailleurs la commune fait partie de l'aire d'attraction de Troyes, dont elle est une commune de la couronne,. Cette aire, qui regroupe 209 communes, est catégorisée dans les aires de 200 000 à moins de 700 000 habitants,.

### Occupation des sols
L'occupation des sols de la commune, telle qu'elle ressort de la base de données européenne d’occupation biophysique des sols Corine Land Cover (CLC), est marquée par l'importance des territoires agricoles (71,3 % en 2018), en diminution par rapport à 1990 (73,5 %). La répartition détaillée en 2018 est la suivante : terres arables (66,8 %), forêts (17,8 %), zones urbanisées (6,3 %), mines, décharges et chantiers (4,5 %), zones agricoles hétérogènes (4,5 %). L'évolution de l’occupation des sols de la commune et de ses infrastructures peut être observée sur les différentes représentations cartographiques du territoire : la carte de Cassini (XVIIIe siècle), la carte d'état-major (1820-1866) et les cartes ou photos aériennes de l'IGN pour la période actuelle (1950 à aujourd'hui).

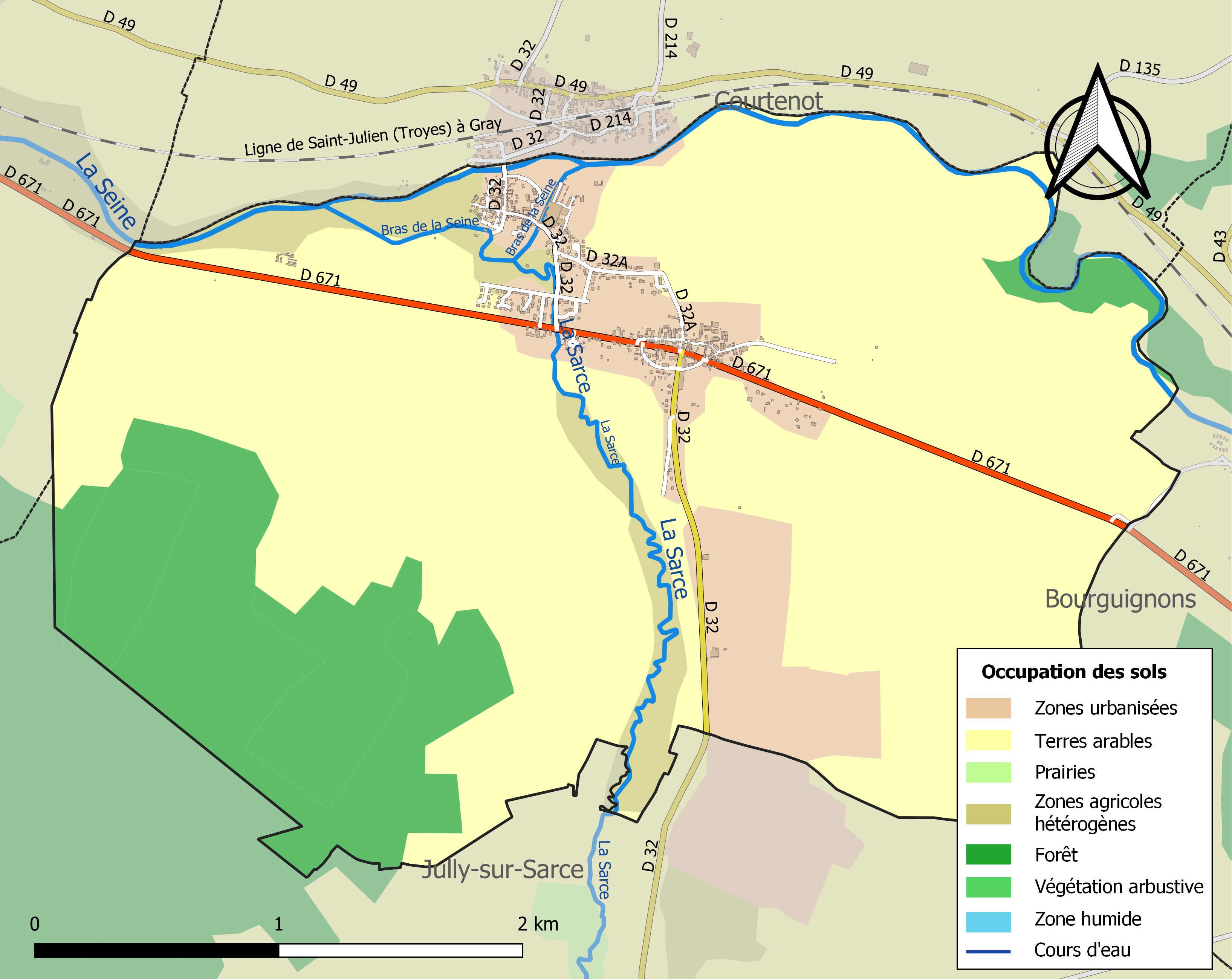
Carte des infrastructures et de l'occupation des sols de la commune en 2018 (CLC).

## Histoire

### Passé ferroviaire de la commune
|  |  |  |

De 1882 au 2 mars 1969, la commune de Courtenot  a été traversée par la ligne de chemin de fer de Troyes à Gray, qui, venant de l'ouest de la gare de Fouchères-Vaux, suivait la rive droite de la Seine, traversait le  village, s'arrêtait à la gare commune à Courtenot et Lenclos et se dirigeait ensuite vers la gare de Bar-sur-Seine. 
Les bâtiments de la gare sont encore présents de nos jours, place de la Gare.
Cette gare, située de l'autre côté de la Seine sur le terroir de Courtenot, portait le double nom de Gare de Courtenot-Lenclos.
L'horaire ci-dessus montre qu'en 1914, quatre trains s'arrêtaient chaque jour à la gare  dans le sens Troyes-Gray et quatre autres dans l'autre sens. À une époque où le chemin de fer était le moyen de déplacement le plus pratique, cette ligne connaissait un important trafic de passagers et de marchandises. À partir de 1950, avec l'amélioration des routes et le développement du transport automobile, le trafic ferroviaire a périclité et la ligne a été fermée le 2 mars 1969 au trafic voyageurs puis désaffectée.

## Politique et administration
| Période                                  | Période  | Identité               | Étiquette | Qualité  |
| ---------------------------------------- | -------- | ---------------------- | --------- | -------- |
| Les données manquantes sont à compléter. |          |                        |           |          |
| mars 2001                                | mai 2020 | M. Pierre Regnier      | DVD       | Retraité |
| mai 2020                                 | En cours | Isabelle Tobiet-Dossot |           |          |

## Population et société

### Démographie

#### Évolution démographique
L'évolution du nombre d'habitants est connue à travers les recensements de la population effectués dans la commune depuis 1793. Pour les communes de moins de 10 000 habitants, une enquête de recensement portant sur toute la population est réalisée tous les cinq ans, les populations de référence des années intermédiaires étant quant à elles estimées par interpolation ou extrapolation. Pour la commune, le premier recensement exhaustif entrant dans le cadre du nouveau dispositif a été réalisé en 2004.

En 2022, la commune comptait 591 habitants, en évolution de −6,04 % par rapport à 2016 (Aube : +0,7 %, France hors Mayotte : +2,11 %).
| 1793 | 1800 | 1806 | 1821 | 1831 | 1836 | 1841 | 1846 | 1851 |
| ---- | ---- | ---- | ---- | ---- | ---- | ---- | ---- | ---- |
| 377  | 350  | 386  | 361  | 420  | 625  | 578  | 621  | 615  |

| 1856 | 1861 | 1866 | 1872 | 1876 | 1881 | 1886 | 1891 | 1896 |
| ---- | ---- | ---- | ---- | ---- | ---- | ---- | ---- | ---- |
| 537  | 540  | 506  | 472  | 470  | 413  | 413  | 465  | 503  |

| 1901 | 1906 | 1911 | 1921 | 1926 | 1931 | 1936 | 1946 | 1954 |
| ---- | ---- | ---- | ---- | ---- | ---- | ---- | ---- | ---- |
| 469  | 507  | 502  | 527  | 483  | 509  | 465  | 490  | 495  |

| 1962 | 1968 | 1975 | 1982 | 1990 | 1999 | 2004 | 2006 | 2009 |
| ---- | ---- | ---- | ---- | ---- | ---- | ---- | ---- | ---- |
| 471  | 575  | 586  | 570  | 658  | 660  | 657  | 662  | 636  |

| 2014 | 2019 | 2022 | - | - | - | - | - | - |
| ---- | ---- | ---- | - | - | - | - | - | - |
| 627  | 605  | 591  | - | - | - | - | - | - |

#### Pyramide des âges
La population de la commune est relativement jeune.
En 2018, le taux de personnes d'un âge inférieur à 30 ans s'élève à 32,5 %, soit en dessous de la moyenne départementale (35,2 %). À l'inverse, le taux de personnes d'âge supérieur à 60 ans est de 29,8 % la même année, alors qu'il est de 27,7 % au niveau départemental.
En 2018, la commune comptait 285 hommes pour 328 femmes, soit un taux de 53,51 % de femmes, largement supérieur au taux départemental (51,41 %).
Les pyramides des âges de la commune et du département s'établissent comme suit.
| Hommes | Classe d’âge | Femmes |
| ------ | ------------ | ------ |
| 0,7    | 90 ou +      | 1,2    |
| 8,5    | 75-89 ans    | 9,0    |
| 19,6   | 60-74 ans    | 20,4   |
| 23,8   | 45-59 ans    | 24,1   |
| 14,6   | 30-44 ans    | 13,0   |
| 13,5   | 15-29 ans    | 17,3   |
| 19,2   | 0-14 ans     | 15,1   |

| Hommes | Classe d’âge | Femmes |
| ------ | ------------ | ------ |
| 0,8    | 90 ou +      | 2,1    |
| 7,4    | 75-89 ans    | 10,2   |
| 17,4   | 60-74 ans    | 18,4   |
| 19,4   | 45-59 ans    | 19     |
| 17,8   | 30-44 ans    | 17,3   |
| 18,3   | 15-29 ans    | 15,9   |
| 19     | 0-14 ans     | 17,1   |

## Culture locale et patrimoine

### Lieux et monuments
- Église Saint-Étienne.
- Chapelle de l'Enclos.

### Héraldique
| Blason de Virey-sous-Bar | Blason  | D'argent maçonné de sable, à la cotice ondée en barre d'azur, au chef de sinople chargé de trois bobines d'or avec leur fil de sable. |
| Blason de Virey-sous-Bar | Détails | Adopté par la municipalité. |